# Цибулівська сільська рада (Великомихайлівський район)
Цибулі́вська сільська́ ра́да — колишня адміністративно-територіальна одиниця та орган місцевого самоврядування в Великомихайлівському районі Одеської області. Адміністративний центр — село Цибулівка.

## Загальні відомості
Цибулівська сільська рада утворена в 1920 році.
- Територія ради: 52,34 км²
- Населення ради: 1 001 осіб (станом на 2001 рік)
- Територією ради протікає річка Малий Куяльник

## Населені пункти
Сільській раді підпорядковані населені пункти:
- с. Цибулівка
- с. Малозименове
- с. Поліно-Осипенкове

## Населення
Згідно з переписом 1989 року населення сільської ради становило 982 особи, з яких 447 чоловіків та 535 жінок.
За переписом населення 2001 року в сільській раді мешкало 978 осіб.

### Мова
Розподіл населення за рідною мовою за даними перепису 2001 року:
| Мова       | Відсоток |
| ---------- | -------- |
| українська | 94,01 %  |
| молдовська | 2,4 %    |
| російська  | 2 %      |
| болгарська | 1,1 %    |
| вірменська | 0,5 %    |

## Склад ради
Рада складається з 16 депутатів та голови.
- Голова ради: Скрипник Ольга Іванівна
- Секретар ради: Дзиговська Антоніна Йосипівна

### Керівний склад попередніх скликань
| Прізвище, ім'я, по батькові | Основні відомості                                                         | Дата обрання | Дата звільнення |
| --------------------------- | ------------------------------------------------------------------------- | ------------ | --------------- |
| Скрипник Ольга Іванівна     | Сільський голова, 1971 року народження, освіта вища, позапартійна         | 26.03.2006   | 31.10.2010      |
| Скрипник Ольга Іванівна     | Сільський голова, 1971 року народження, освіта вища, член Партії регіонів | 31.10.2010   |                 |

Примітка: таблиця складена за даними сайту Верховної Ради України

### Депутати
За результатами місцевих виборів 2010 року депутатами ради стали:

#### За суб'єктами висування
| Суб'єкт висування | Кількість обраних депутатів | %    |
| ----------------- | --------------------------- | ---- |
| Самовисування     | 9                           | 56,3 |
| Партія регіонів   | 7                           | 43,8 |

#### За округами
| № округу        | Прізвище, ім'я, по батькові    | Дата визнання обраним | Освіта             | Партійна приналежність | Відомості про обраного депутата                     |
| --------------- | ------------------------------ | --------------------- | ------------------ | ---------------------- | --------------------------------------------------- |
| Партія регіонів |                                |                       |                    |                        |                                                     |
| 1               | Дзиговська Антоніна Йосипівна  | 03.11.2010            | вища               | член Партії регіонів   | Цибулівська сільська рада, секретар                 |
| 3               | Йовенко Марія Василівна        | 03.11.2010            | середня спеціальна | член Партії регіонів   | Цибулівська сільська рада, бухгалтер                |
| 4               | Широкоступ Ірина Миколаївна    | 03.11.2010            | середня спеціальна | член Партії регіонів   | Цибулівський сільський клуб, завідувачка            |
| 6               | Тушич Олена Саввівна           | 03.11.2010            | середня            | член Партії регіонів   | тимчасово не працює                                 |
| 8               | Лунгу Олександр Михайлович     | 03.11.2010            | середня            | член Партії регіонів   | тимчасово не працює                                 |
| 10              | Машкевич Ольга Григорівна      | 03.11.2010            | середня            | член Партії регіонів   | Поліно-Осипенківський сільський клуб, завідувачка   |
| 13              | Дуда Ганна Олексіївна          | 03.11.2010            | середня            | член Партії регіонів   | , соціальний працівник                              |
| Самовисування   |                                |                       |                    |                        |                                                     |
| 2               | Бубна Йосип Михайлович         | 03.11.2010            | середня спеціальна | позапартійний          | тимчасово не працює                                 |
| 5               | Ткаченко Михайло Харитонович   | 03.11.2010            | середня спеціальна | позапартійний          | приватний підприємець «Цибулівський маслоцех»       |
| 7               | Трухан Наталія Володимирівна   | 03.11.2010            | середня            | позапартійна           | тимчасово не працює                                 |
| 9               | Йовенко Володимир Петрович     | 03.11.2010            | середня спеціальна | позапартійний          | тимчасово не працює                                 |
| 11              | Полтарецька Любов Валентинівна | 03.11.2010            | середня            | позапартійна           | магазин «Світанок», продавець                       |
| 12              | Івасишина Валентина Федорівна  | 17.01.2011            | середня            | позапартійна           | тимчасово не працює                                 |
| 14              | Белевят Ольга Йосипівна        | 03.11.2010            | вища               | позапартійна           | приватний підприємець                               |
| 15              | Витичак Ірина Олександрівна    | 03.11.2010            | середня            | позапартійна           | тимчасово не працює                                 |
| 16              | Ткаченко Олександр Вікторович  | 03.11.2010            | середня            | позапартійний          | СПД «Цибулівський масло цех», обрушувальник насіння |